# Ithycythara edithae
Cryoturris edithae é uma espécie de gastrópode do gênero Ithycythara, pertencente a família Mangeliidae.